# Khamir (shahrestan)
Khamir (persiska: شهرستان خمير, Shahrestan-e Khamir) är en shahrestan, delprovins, i Iran. Den ligger i provinsen Hormozgan, i den södra delen av landet. Khamir hade 56 148 invånare vid folkräkningen 2016. Administrativ huvudort är hamnstaden Bandar-e Khamir.